# Max Kalki
Max Kalki (* 20. April 1907 in Breslau; † 11. September 1990 in Himmelkron) war ein deutscher Violinist, Konzertmeister und Kammermusiker.

## Leben und Werk
Max Kalki besuchte in Breslau die Volks- und Mittelschule. Ab seinem fünften Lebensjahr hatte er Geigenunterricht bei seinem Schwager C. Müller, der selbst als Kontrabassist in der Schlesischen Philharmonie wirkte. Er absolvierte das schlesische Landeskonservatorium und spielte ab 1923 selbst in der Schlesischen Philharmonie in Breslau. Ab 1925 fungierte er dort als stellvertretender Konzertmeister, ab 1932 als 1. Konzertmeister.
Kalki nahm von Breslau aus Geigenunterricht in Berlin. Von September 1937 bis April 1943 wirkte er im Gewandhausorchester Leipzig. 1943 ging er als 1. Konzertmeister an die Deutsche Staatsoper Berlin. Vom 1. Oktober 1945 bis 1947 wirkte er in gleicher Funktion in Gera. Von Oktober 1947 bis August 1949 wirkte er als 1. Konzertmeister wieder für das Gewandhausorchester Leipzig. Von 1949 bis zu seiner Pensionierung 1971 war er beim Orchester der Städtischen Oper (später Deutsche Oper Berlin) in West-Berlin engagiert.
Kalki war Mitglied mehrerer Kammermusikensembles. Mit Fritz Wehmeyer (Violine) Arthur von der Höh (Viola) und Willy Rebhan (Violoncello) bildete er das Kalki-Quartett.  Mit Emil Kessinger (Viola), Fritz Sommer (Cello) und Hermann Schumacher (Kontrabass) bildete er die Kammermusikvereinigung der Bayreuther Festspiele. Er war auch Mitglied des Gewandhaus-Quartetts Leipzig.
Max Kalki spielte als Violinist zahlreiche Tonträger ein.

## Diskographie (Auswahl)
- Joseph Joachim Raff: Cavatine D-Dur, Op. 85 Nr. 3 und Jules Massenet: Méditation (Intermezzo); Max Kalki, Orchester Der Städtischen Oper Berlin, Hansgeorg Otto (Telefunken Single).
- Franz Schubert: Forellen-Quintett A-dur, op. 114; Max Kalki (Violine), Emil Kessinger (Viola), Fritz Sommer (Cello), Hermann Schumacher (Kontrabass) (Telefunken Single).